# Montes Aquilanos y Sierra de Teleno
Montes Aquilanos y Sierra de Teleno este o arie protejată (arie specială de conservare — SAC, sit de importanță comunitară — SCI) din Spania întinsă pe o suprafață de 31.788,78 ha, integral pe uscat.

## Localizare
Centrul sitului Montes Aquilanos y Sierra de Teleno este situat la coordonatele 42°22′10″N 6°28′00″W / 42.3695°N 6.4667°V.

## Înființare
Situl Montes Aquilanos y Sierra de Teleno a fost declarat sit de importanță comunitară în august 2000 pentru a proteja 6 specii de plante și 15 specii de animale. Situl a fost protejat și ca arie specială de conservare în septembrie 2015.

## Biodiversitate
Situată în ecoregiunea mediteraneană, aria protejată conține 30 de habitate naturale: Pajiști alpine și boreale, Păduri de Quercus ilex și Quercus rotundifolia, Turbării active, Pante stâncoase silicioase cu vegetație casmofită, Fânețe de joasă altitudine (Alopecurus pratensis, Sanguisorba officinalis), Pajiști oro-iberice cu Festuca indigesta, Galerii de Salix alba și de Populus alba, Păduri aluvionare cu Alnus glutinosa și Fraxinus excelsior (Alno-Padion, Alnion incanae, Salicion albae), Pajiști alpine și subalpine calcaroase, Pante stâncoase calcaroase cu vegetație casmofită, Păduri de Quercus suber, Formațiuni ierboase bogate în specii de Nardus, dezvoltate pe substraturi silicioase în zone montane (și în zone submontane, în Europa continentală), Lacuri eutrofice naturale cu vegetație de tip Magnopotamion sau Hydrocharition, Păduri de Castanea sativa, Cursuri de apă de la nivel de câmpie la nivel montan, cu vegetație Ranunculion fluitantis și Callitricho-Batrachion, Liziere de ierburi înalte hidrofile de câmpie și de nivel montan până la alpin, Păduri de stejar galițio-portugheze cu Quercus robur și Quercus pyrenaica, Grohotișuri termofile și vest-mediteraneene, Lande oro-mediteraneene cu formațiuni endemice de grozamă, Mlaștini turboase de tranziție și turbării mișcătoare, Pajiști uscate seminaturale și facies de acoperire cu tufișuri pe substraturi calcaroase (Festuco-Brometalia) (* situri importante pentru orhidee), Păduri de pin mediteraneene cu pini mezogeni endemici, Formațiuni montane de Cytisus purgans, Pseudostepă cu ierburi și specii anuale de Thero-Brachypodietea, Peșteri inaccesibile publicului, Pajiști cu Molinia pe soluri calcaroase, turboase sau argilos-nămoloase (Molinion caeruleae), Lacuri și iazuri distrofice naturale, Pajiști uscate europene, Roci stâncoase cu vegetație pionieră de Sedo-Scleranthion sau Sedo albi-Veronicion dillenii, Pajiști umede atlantice temperate cu Erica ciliaris și Erica tetralix.
La baza desemnării sitului se află mai multe specii protejate:
- plante (6): Festuca elegans, Festuca summilusitana, Narcissus asturiensis, Narcissus pseudonarcissus subsp. nobilis, Petrocoptis grandiflora, Santolina semidentata
- amfibieni (1): Chioglossa lusitanica
- mamifere (6): Galemys pyrenaicus, vidră de râu (Lutra lutra), liliac cu aripi lungi (Miniopterus schreibersii), liliacul mediteranean cu potcoavă (Rhinolophus euryale), liliacul mare cu potcoavă (Rhinolophus ferrumequinum), liliacul mic cu potcoavă (Rhinolophus hipposideros)
- nevertebrate (3): fluturele auriu (Euphydryas aurinia), Euplagia quadripunctaria, Geomalacus maculosus
- pești (2): Achondrostoma arcasii, Pseudochondrostoma duriense
- reptile (3): țestoasa de baltă (Emys orbicularis), Iberolacerta monticola, Lacerta schreiberi

Pe lângă speciile protejate, pe teritoriul sitului au mai fost identificate 32 de specii de plante, 9 specii de amfibieni, 11 specii de mamifere, 4 specii de nevertebrate, 4 specii de reptile.